# نادي الاتحاد (ود مدني)
نادي الاتحاد الرياضي (المعروف أيضًا باسم اتحاد ود مدني)، هو نادي كرة قدم سوداني مقره ود مدني. تأسس عام 1933. يلعب في الدوري السوداني الممتاز. الملعب الرئيس للفريق هو ملعب ود مدني. منافسهم هو نلدي أهلي مدني، وهو فريق يقع في نفس مدينة اتحاد مدني. يُطلق على المباراة التي تجمع الفريقين بديربي مدني، وهو من أكبر الديربيات في السودان.

## تاريخ
تأسس النادي سنة 1925م بعد اختلاف بين أعضاء نادي النيل الرياضي، وفي عام 1929 عاد الأعضاء إلى نادي النيل الرياضي ثم حصل انشقاق آخر بينهم عام 1933 واستقل من حينها النادي وتم اعتماده رسميا في عام 1934 وسجل في كشوفات الاتحاد السوداني عام 1936 م بعد تأسيس الاتحاد السوداني لكرة القدم.[بحاجة لمصدر]
أعضاء النادي في تلك الفترة:
- محي الدين المرضي : رئيس لجنة النادى .
- يوسف الحاج : نائب رئيس لجنة النادى .
- محمد خفاجة : سكرتير اللجنة .
- أحمد سليم : نائباً للسكرتير .
- موسى المنيسي : رئيس اللاعبين .
- بابكر السلاوي : عضو لجنة .
- عثمان الريح : عضو لجنة .
- دريس محمد : عضو لجنة .
- أحمد شاكوت : عضو لجنة .

## الألقاب والإنجازات
كأس السودان
- البطل (1): 1990. بعد فوزه على مريخ الحصاحيصا في المباراة النهائية.[2]